# Сонемін (Іллінойс)
Сонемін (англ. Saunemin) — селище (англ. village) в США, в окрузі Лівінґстон штату Іллінойс. Населення — 406 осіб (2020).

## Географія
Сонемін розташований за координатами 40°53′32″ пн. ш. 88°24′22″ зх. д. / 40.89222° пн. ш. 88.40611° зх. д. (40.892301, -88.406179).  За даними Бюро перепису населення США в 2010 році селище мало площу 0,65 км², уся площа — суходіл.

## Демографія
Згідно з переписом 2010 року, у селищі мешкало 420 осіб у 152 домогосподарствах у складі 114 родин. Густота населення становила 641 особа/км².  Було 164 помешкання (250/км²).
Расовий склад населення:
| - 97,4 % — білих - 0,5 % — корінних американців - 0,2 % — чорних або афроамериканців - 0,2 % — азіатів - 1,0 % — осіб інших рас |

До двох чи більше рас належало 0,7 %. Частка іспаномовних становила 2,9 % від усіх жителів.
За віковим діапазоном населення розподілялося таким чином: 29,5 % — особи молодші 18 років, 59,3 % — особи у віці 18—64 років, 11,2 % — особи у віці 65 років та старші. Медіана віку мешканця становила 35,8 року. На 100 осіб жіночої статі у селищі припадало 110,0 чоловіків;  на 100 жінок у віці від 18 років та старших — 105,6 чоловіків також старших 18 років.
Середній дохід на одне домашнє господарство  становив 56 688 доларів США (медіана — 43 125), а середній дохід на одну сім'ю — 61 753 долари (медіана — 43 125). Медіана доходів становила 50 000 доларів для чоловіків та 29 107 доларів для жінок. За межею бідності перебувало 20,6 % осіб, у тому числі 40,0 % дітей у віці до 18 років та 0,0 % осіб у віці 65 років та старших.
Цивільне працевлаштоване населення становило 152 особи. Основні галузі зайнятості: виробництво — 22,4 %, освіта, охорона здоров'я та соціальна допомога — 17,8 %, роздрібна торгівля — 17,1 %.